# Beschorneria albiflora

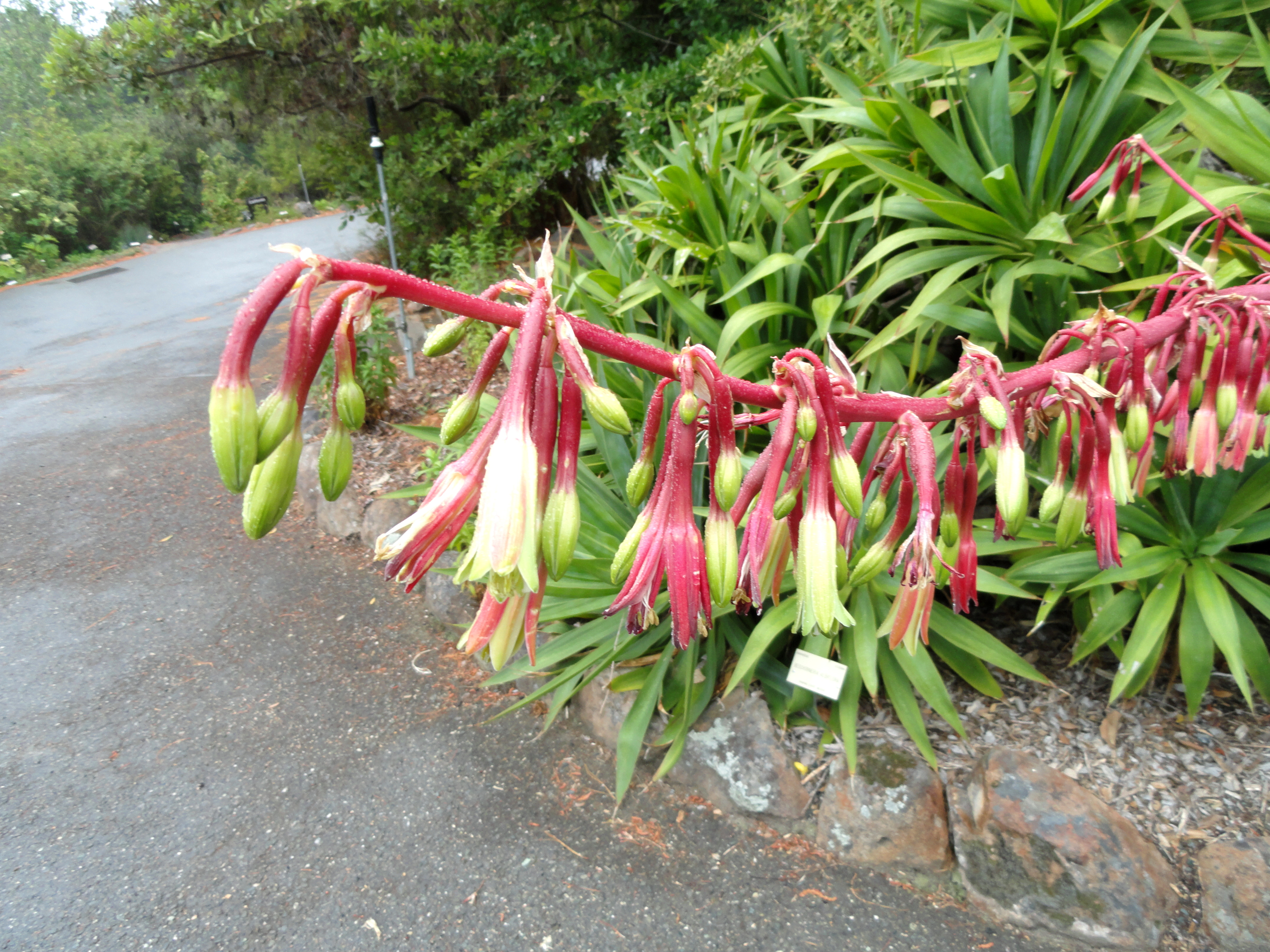
Ausschnitt aus dem Blütenstand

Beschorneria albiflora ist eine Pflanzenart aus der Gattung Beschorneria in der Unterfamilie der Agavengewächse (Agavoideae). Sie ist die einzige baumförmige Art der Gattung. Das Artepitheton albiflora leitet sich von den lateinischen Worten albus für ‚weiß‘ sowie -florus für ‚-blütig‘ ab.

## Beschreibung
Beschorneria albiflora wächst stammbildend und baumförmig. Die aufrechten, manchmal niederliegende Stämme sind 0,5 bis 3 (selten bis 8) Meter lang. Die aufrechten, zu ihrer Basis allmählich verschmälerten Laubblätter sind papierartig. Die grün-glauke Blattspreite ist 60 bis 90 (selten bis 125) Zentimeter lang und 5,5 bis 7 (selten bis 10) Zentimeter breit. Die Spitze ist nicht verhärtet. Die ganzrandigen Blattränder sind selten gezähnelt.
Der offene Blütenstand erreicht eine Höhe von 150 bis 250 Zentimeter. Ihr Schaft und die Brakteen sind rot. Die 60 bis 65 (selten ab 50) Millimeter langen Blüten stehen zu zweit bis viert zusammen. Ihr Blütenstiel ist 10 bis 35 Millimeter lang. Die zusammensteigenden, linealisch-spateligen bis linealisch-verlängerten Perigonblätter weisen eine Länge von 25 bis 35 (selten bis 45) Millimeter auf und sind 2 bis 5 Millimeter breit. Ihre roten Spitzen sind leicht ausgebreitet. Die Staubblätter sind genauso lang wie die Perigonblätter. Die Staubbeutel sind 5 bis 7 Millimeter lang. Der intensiv rote Fruchtknoten weist eine Länge von 25 bis 40 Millimeter und eine Breite von 3 bis 6 Millimeter auf.
Die Früchte sind 50 bis 70 Millimeter lang und 20 bis 30 Millimeter breit.
Die Chromosomenzahl beträgt 2n = 60.

## Systematik und Verbreitung
Beschorneria albiflora ist in den mexikanischen Bundesstaaten Oaxaca und Chiapas sowie in Guatemala und Honduras   im immergrünen Wald oder Busch verbreitet.
Die Erstbeschreibung durch Eizi Matuda wurde 1974 veröffentlicht.

## Nachweise